# Seeheim-Jugenheim
Seeheim-Jugenheim est une municipalité d'Allemagne qui compte environ 16 000 habitants.
Elle est constituée de sept villages :
- Balkhausen ;
- Jugenheim ;
- Malchen ;
- Ober-Beerbach ;
- Seeheim ;
- Steigerts ;
- Stettbach.

## Histoire
| Appartenances historiques Comté d'Erbach 1532–1714 Landgraviat de Hesse-Darmstadt 1714–1806 Grand-duché de Hesse 1806–1918 République de Weimar 1918–1933 Reich allemand 1933–1945 Allemagne occupée 1945–1949 Allemagne 1949–présent |

## Jumelages
- Villenave-d'Ornon (France) depuis 1982[1]